# Schwarzes Kommando
Schwarzes Kommando ist ein US-amerikanischer Western aus dem Jahr 1940 von Raoul Walsh mit John Wayne in der Hauptrolle. Das Drehbuch entstand nach dem gleichnamigen Roman von W. R. Burnett.

## Handlung
Der Lehrer William Cantrell verliert 1861 die Wahl zum Marshall von Lawrence in Kansas an den ungebildeten, aber ehrlichen Cowboy Bob Seton. Obwohl seine Mutter ihn bittet, ehrenwert zu bleiben, wendet sich der verbitterte William dem Waffen- und Sklavenhandel in die Nachbarstaaten zu. Williams Mutter arbeitet als seine Haushälterin. Mrs. Adams, sein Vater und sein Bruder waren Verbrecher, was keiner in der Stadt wissen soll. William und Bob sind beide in Mary McCloud verliebt, die Tochter des Bankiers Angus McCloud, der mit den Südstaaten sympathisiert.
Als Marys Bruder Fletch einen Mann, der seinen Vater beleidigt, tötet, nimmt Bob ihn fest. Fletch, der Bob bislang bewundert hat, beginnt nun, ihn zu hassen. Mary bietet Bob an, ihn zu heiraten, wenn er Fletch freilasse. Doch Bob nimmt seinen Beruf ernst und lehnt das Angebot ab. William tritt nun als Fletchs Anwalt bei dem Prozess auf, um so Marys Wohlwollen zu gewinnen. Nachts unternimmt er mit seinen Männern Angriffe auf die Mitglieder der Jury, um einen Freispruch für Fletch zu erpressen. Williams Taktik hat Erfolg, Fletch wird freigesprochen und entlassen.
Als der Bürgerkrieg ausbricht, verkleiden sich Williams Männer als Soldaten der Südstaaten und unternehmen Plünderungen. William wird immer reicher und mächtiger, doch die Leute schöpfen langsam Verdacht. Besonders die Tatsache, dass Lawrence von den Plünderungen verschont geblieben ist, macht die Leute stutzig. Der Krieg dauert an, die politischen Fronten verhärten sich auch in der Stadt. Da Marys Vater ein bekennender Unterstützer der Südstaaten ist, verliert er die Kunden, die die Unionsstaaten unterstützen. McCloud will mit der aufgebrachten Menge verhandeln, doch die Situation eskaliert und der Bankier wird getötet.
Mary fühlt sich einsam und sieht in William nicht nur einen guten Menschen, sondern auch einen guten Südstaaten-Soldaten. Sie willigt ein, ihn zu heiraten. Kurz nach der Hochzeit bricht William zu seinen Männern auf, die Mary für reguläre Soldaten hält. Bald hat jeder außer Mary erkannt, welch falsches Spiel William treibt. Die Einwohner von Lawrence beginnen, Mary zu hassen. Die Beschuldigungen gegen Mary bringen Bob auf, der sein Amt als Marshall niederlegt und Lawrence verlassen will. Als er erfährt, dass eine Gruppe aufgebrachter Einwohner sie für Williams Verbrechen belangen will, kommt er ihr zur Hilfe. Er bittet sie, William zu verlassen, doch Mary glaubt immer noch an einen großen Irrtum. Sie besteht darauf, dass Bob sie zu Williams Lager bringt. Vor der Ankunft im Lager fragt Bob Mary, ob sie mit ihm nach Texas gehen würde, doch sie steht loyal zu ihrem Mann und lehnt ab, obwohl sie mittlerweile merkt, dass sie Bob liebt.
Im Lager erkennt Mary, dass Williams Männer in Wahrheit eine Bande wilder und zügelloser Verbrecher sind. Williams Reichtum macht sie nun sicher, dass die Geschichten über ihn wahr sind. Mary und Fletch, der sich Williams Männern angeschlossen hat, erfahren, dass Bob gefangen genommen und zum Tode verurteilt worden ist. Die Stadt Lawrence soll als nächste geplündert werden. Fletch verhilft Bob zur Flucht, beide reiten nach Lawrence, um die Einwohner zu warnen. Lawrence geht in Flammen auf. Wills Mutter wird bei dem Versuch, ihren Sohn aufzuhalten, getötet. William wird am Ende des Kampfes von Bob erschossen.

## Synchronisation
Die Deutsche Fassung entstand 1951 bei der Elite Film Franz Schröder GmbH in Berlin. Für das Dialogbuch und die Dialogregie war Bruno Hartwich verantwortlich.
| Darsteller           | Rolle                    | Synchronsprecher |
| -------------------- | ------------------------ | ---------------- |
| Claire Trevor        | Mary McCloud             | n.n.             |
| John Wayne           | Bob Seton                | Wolfgang Lukschy |
| Walter Pidgeon       | William Cantrell         | Carl Raddatz     |
| Roy Rogers           | Fletch McCloud           | Erik Schumann    |
| George Hayes         | Dr. Grunch               | Walter Werner    |
| Porter Hall          | Angus McCloud            | Alfred Balthoff  |
| Marjorie Main        | Mrs. Williams/Mrs. Adams | n.n.             |
| Raymond Walburn      | Richter Buckner          | n.n.             |
| Joe Sawyer           | Bushropp                 | n.n.             |
| Helen MacKellar      | Mrs. Hale                | n.n.             |
| J. Farrell MacDonald | Dave                     | n.n.             |
| Trevor Bardette      | Mr. Hale                 | n.n.             |

## Kritik
Das Lexikon des internationalen Films hält den Film für einen halbwegs historischen Western, gut inszeniert und gespielt.
Bosley Crowthers von der New York Times schrieb, dass viel Erfahrung und Talent in den Film eingeflossen seien. Das Ergebnis sei eine mitreißende und farbige Pferdeoper.

## Auszeichnungen
John Victor Mackay erhielt 1941 eine Oscar-Nominierung in der Kategorie Bestes Szenenbild (s/w), Victor Young wurde in der Kategorie Beste Filmmusik nominiert.

## Hintergrund
Der Film feierte am 4. April 1940 seine Premiere. In Deutschland kam er am 31. August 1951 in die Kinos.
Die Handlung des Films lehnt sich an wahre Ereignisse während des amerikanischen Bürgerkrieges an. Lawrence wurde 1863 Schauplatz eines Massakers, bei dem konföderierte Guerillatruppen unter William Clark Quantrill die Stadt angriffen, 183 Einwohner ermordeten und die Stadt niederbrannten. Der historische Quantrill starb nicht bei dem Massaker, sondern zwei Jahre später nach einer Schießerei mit Unionstruppen.
Für die Produktionsgesellschaft Republic war der Film mit ca. 700.000 US-Dollar eine der teuersten Produktionen. Der Film war ein ambitionierter Versuch des Studios, Waynes neuen Starruhm, der durch Ringo begründet worden war, auszunutzen.